# Pachyrhynchini
Tribu
Pachyrhynchini est une tribu de coléoptères de la famille des Curculionidae et de la sous-famille des Entiminae.

## Genres
- Apocyrtidius Heller, 1908
- Apocyrtus Erichson, 1834
- Eumacrocyrtus Schultze, 1923
- Eupachyrrhynchus Heller, 1912
- Homalocyrtus Heller, 1912
- Kotoshozo Kōno, 1942
- Macrocyrtus Heller, 1912
- Metapocyrtus Heller, 1912
- Nothapocyrtus Heller, 1912
- Pachyrhynchus Germar, 1824
- Pantorhytes
- Proapocyrtus Schultze, 1918
- Pseudapocyrtus Heller, 1912
- Schauenbergia Osella, 1977
- Sclerocyrtus Schultze, 1934
- Sphenomorpha Behrens, 1887